# Majid Jay
Majid Jay (Los Alamitos, 1949. március 5. –) amerikai nemzetközi labdarúgó-játékvezető.

## Pályafutása

### Nemzeti játékvezetés
1987-ben lett az I. Liga játékvezetője. Az aktív nemzeti játékvezetéstől 1993-ban vonult vissza.

### Nemzetközi játékvezetés
Az Amerikai labdarúgó-szövetség Játékvezető Bizottsága (JB) terjesztette fel nemzetközi játékvezetőnek, a Nemzetközi Labdarúgó-szövetség (FIFA) 1989-től tartotta nyilván bírói keretében. Több nemzetek közötti válogatott és klubmérkőzést vezetett, vagy működő társának partbíróként segített. Az aktív nemzetközi játékvezetéstől 1993-ban búcsúzott. Válogatott mérkőzéseinek száma: 5.

#### Világbajnokság
A világbajnoki döntőhöz vezető úton Amerikai Egyesült Államokba a XV., az 1994-es labdarúgó-világbajnokságra a FIFA JB bíróként alkalmazta. 1994-től a vezető játékvezetőnek már nem kellett partbírói feladatot ellátnia.

##### Selejtező mérkőzés
| Időpont          | Helyszín                             | Mérkőzés típusa           | Mérkőzés           | Eredmény | Nézők száma |
| ---------------- | ------------------------------------ | ------------------------- | ------------------ | -------- | ----------- |
| 1992. július 19. | Mateo Flores Stadion, Guatemalaváros | előselejtező (1. forduló) | Guatemala–Honduras | 0 – 0    | 39 792      |

#### Arany-kupa
Az Amerikai Egyesült Államok az 1991-es CONCACAF-aranykupa, Amerika és Mexikó az 1993-as CONCACAF-aranykupa labdarúgó tornát rendezte, ahol a CONCACAF JB bíróként alkalmazta.

##### 1991-es CONCACAF-aranykupa

###### Ázsia-kupa mérkőzés
| Időpont        | Helyszín                               | Mérkőzés típusa              | Mérkőzés        | Eredmény | Nézők száma |
| -------------- | -------------------------------------- | ---------------------------- | --------------- | -------- | ----------- |
| 1991 július 3. | Memorial Coliseum Stadion, Los Angeles | csoportmérkőzés (A. csoport) | Mexikó–Honduras | 1 – 1    | 36 703      |

##### 1993-as CONCACAF-aranykupa

###### Ázsia-kupa mérkőzés
| Időpont          | Helyszín                    | Mérkőzés típusa              | Mérkőzés              | Eredmény | Nézők száma |
| ---------------- | --------------------------- | ---------------------------- | --------------------- | -------- | ----------- |
| 1993. július 18. | Estadio Azteca, Mexikóváros | csoportmérkőzés (B. csoport) | Costa Rica–Martinique | 1 – 1    | 59 000      |

## Magyar vonatkozás
| Időpont          | Helyszín                               | Mérkőzés típusa            | Mérkőzés           | Eredmény | Nézők száma |
| ---------------- | -------------------------------------- | -------------------------- | ------------------ | -------- | ----------- |
| 1993. március 7. | Hakatanomori Athletic Stadion, Fukuoka | Kirin Kupa (672. mérkőzés) | Japán–Magyarország | 0 – 1    | 30 000      |